# Municipio de Fairmount (Pensilvania)
El municipio de Fairmount  (en inglés: Fairmount Township) es un municipio ubicado en el condado de Luzerne en el estado estadounidense de Pensilvania. En el año 2000 tenía una población de 1.226 habitantes y una densidad poblacional de 10.4 personas por km².

## Geografía
El municipio de Fairmount se encuentra ubicado en las coordenadas 41°19′00″N 76°16′59″O / 41.31667, -76.28306.

## Demografía
Según la Oficina del Censo en 2000 los ingresos medios por hogar en la localidad eran de $37,656 y los ingresos medios por familia eran $45,208. Los hombres tenían unos ingresos medios de $31,979 frente a los $21,103 para las mujeres. La renta per cápita para la localidad era de $16,334. Alrededor del 10,1% de la población estaban por debajo del umbral de pobreza.